# Nancy Álvarez (triatleta)
Nancy Judith Álvarez (San Justo, 3 de junio de 1976) es una triatleta argentina, que ha representado a su país en el Segundo Triatlón Olímpico, de los Juegos Olímpicos de Atenas 2004.
Nancy Álvarez nació en la ciudad de San Justo, la cabecera del partido de La Matanza, en la provincia de Buenos Aires. Estudió Ciencias Económicas, en la Universidad Nacional de La Matanza, y ha estado compitiendo en triatlón desde 1996. Vive actualmente en Isidro Casanova.
Se convirtió en campeona nacional de Argentina, en dicho deporte en tres oportunidades en 2001, 2003, y en 2004, ganando en los Juegos en La Paz. Su posición final en la competición olímpica del 2004, sin embargo, fue la de 43.ª, con un tiempo total de 2:21:38.66. 